# Nereto
Nereto é uma comuna italiana da região dos Abruzos, província de Teramo, com cerca de 4.408 habitantes. Estende-se por uma área de 7 km², tendo uma densidade populacional de 630 hab/km². Faz fronteira com Controguerra, Corropoli, Sant'Omero, Torano Nuovo.

## Demografia
| Variação demográfica do município entre 1861 e 2011                               |
|                                                                                   |
| Fonte: Istituto Nazionale di Statistica (ISTAT) - Elaboração gráfica da Wikipedia |